# Ирландский жестовый язык
Ирландский жестовый язык (англ. Irish Sign Language / ISL; ирл. Teanga Chomharthaíochta na hÉireann) — жестовый язык, используемый глухими и слабослышащими в Республике Ирландия и Северной Ирландии наравне с британским жестовым языком. Относится формально к семье французского жестового языка, хотя на развитие этого языка оказал влияние и британский жестовый язык. Сам ирландский жестовый язык повлиял на развитие жестовых языков в Австралии и ЮАР. К разговорному английскому или ирландскому языкам почти никакого отношения не имеет.

## Развитие
Согласно утверждениям Ирландского общества глухих, ирландский жестовый язык развивался в сообществах слабослышащих и глухих людей на протяжении нескольких столетий. Справочник Ethnologue утверждает, что на развитие языка повлияли жесты, сопровождающие слова и предложения французского и английского языков, а британский жестовый язык появился впервые в Дублине в 1816 году. Первая школа для слабослышащих и глухих детей в Ирландии была открыта Чарльзом Орпеном в 1816 году; на развитие британского жестового языка в стране также оказала влияние протестантская школа Клэрмонта для глухонемых. Римско-католические и протестантские школы не обучали детей именно говорить, и только в 1887 году в школе Клэрмонта стали обучать не только языку жестов, но и собственно устной речи. С 1946 года в женской школе святой Марии для глухих началось обучение устной речи, а с 1956 года — и в мужской школе святого Иосифа для глухих (законом всё было закреплено в 1972 году).  По религиозным соображениям использование жестового языка не приветствовалось, и священники считали это грехом, вследствие чего дети вынуждены были воздерживаться от использования жестов во время великого поста или даже ходить на исповедь.
Раздельное обучение в школах привело к тому, что появились два гендерных варианта языка — жестовый язык мальчиков и жестовый язык девочек, различия между которым к настоящему времени уменьшились, но не исчезли полностью. Сам ирландский жестовый язык попал в Австралию благодаря католическим миссионерам, где его используют люди пожилого возраста, а также осел в Шотландии и Англии (так, он оказал влияние на жестовый язык, используемый в Глазго). В ЮАР монахини ордена доминиканцев, основавшие католические школы, собирались открыть школу для глухих, однако из-за нехватки ресурсов обратились в Кабру с просьбой направить соответствующего преподавателя, коей оказалась мисс Бриджет Линн. В диалектах южноафриканского жестового языка в настоящее время можно найти некоторые гендерные следы ирландского жестового языка.
Кодом ирландского жестового языка по стандарту ISO 639-3 является isg; сам же ирландский жестовый язык сокращённо называют ISL (ИЖЯ), однако этими же буквами по тому же стандарту обозначается и исландский язык.

## Положение в законодательстве
14 декабря 2017 года Парламент Ирландии принял закон 2016 года «О признании ирландского жестового языка языком сообщества глухих» (англ. Recognition of Irish Sign Language for the Deaf Community Bill 2016), который подписал 24 декабря президент Ирландии Майкл Хиггинс. Законом было закреплено использование жестового языка общественными службами и подчёркнута необходимость предоставления возможности получения образования на жестовом языке. Автоматического права на переводчика на жестовый язык не предоставлялось (за исключением случаев судебных слушаний по уголовным делам). Сообщество глухих и слабослышащих обрело возможность получения его членами услуг на жестовых языках (образование, здравоохранение, СМИ и банковское дело)